# Oncocypris
Oncocypris is een geslacht van mosselkreeftjes (Ostracoda) uit de familie Notodromadidae. Het zijn dieren die in zoetwater leven.
De wetenschappelijke naam werd voor het eerst geldig gepubliceerd door Gustav Wilhelm Müller in 1898. De typesoort is Oncocypris voeltzkowi G.W. Müller, 1898. Deze soort werd verzameld door dr. Alfred Voeltzkow "in de buurt van Majunga" op Madagaskar.
Oncocypris komt enkel voor in de Afrotropische en Oriëntaalse gebieden. Zes van de acht in 2015 bekende soorten komen voor in Afrika; drie in het Oriëntaals gebied (O. bhatiai, O. rostrata en O. voeltzkowi, welke ook in Afrika voorkomt).

## Soorten
- Oncocypris bhatiai
- Oncocypris chappuisi
- Oncocypris debundshae
- Oncocypris euglypha
- Oncocypris muelleri
- Oncocypris rostrata
- Oncocypris schoutedeni
- Oncocypris voeltzkowi